# Zélie Lardé
Zélie Lardé Arthès est une artiste peintre salvadorienne née le 11 août 1901 et décédée le 27 octobre 1974. Elle est considérée comme la première artiste primitiviste et l'une des meilleurs peintres naïfs de son pays avec sa fille, Maya Salarrué.

## Biographie
Zélie Larde est la fille de Jorge Lardé Bourdon et d'Amelia Arthès Echeverria et descend d'immigrés français installés en Louisiane. Elle a un frère, l'auteur Jorge Lardé et une sœur, l'artiste Alice Lardé de Venturino. 

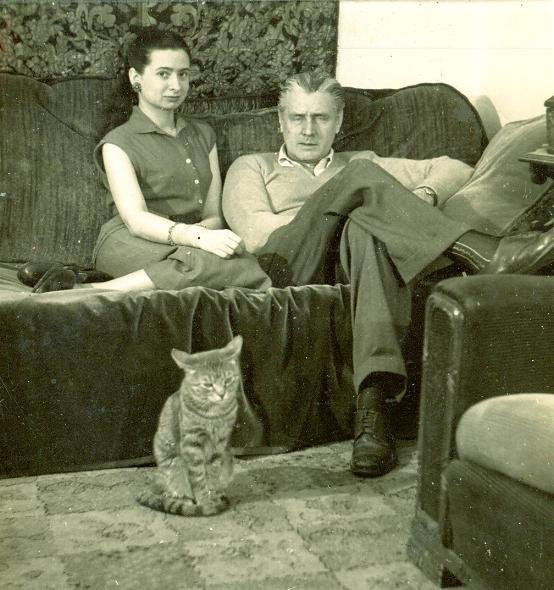
Zélie Lardé et Salarrué

Elle se marie en 1923 avec Salvador Salazar Arrué, le couple a trois filles : Maya, Olga et Aída.
Elle était très travailleuse et chantait à l'opéra.

## Œuvre
Ses peintures traitent surtout de l'enfance et du rôle de la mère dans un style d'avant-garde. On y retrouve des scènes de vie avec des places, des écoles, des marchés. Elle peint aussi des œuvres indigènistes. Elle illustre aussi les Cuentos de Cipotes de son mari en 1945.